# 宮廷歌手
宮廷歌手（きゅうていかしゅ、ドイツ語: Kammersänger/Kammersängerin　カンマーゼンガー／カンマーゼンゲリン）とは、ドイツ、オーストリアにおいて歌手に与えられる称号。もともとは宮廷から与えられる称号だが、現在では、国・州から与えられる。原義は「宮廷の間の歌手」。ドイツではあくまでも名誉称号だが、オーストリアではこの称号だけで生涯にわたって年金が付くシステムになっている。
他国で宮廷歌手として与えられる称号は、スウェーデンでは「hovsångare/hovsångerska」、デンマークでは「Kongelige Kammersangere」。
なお単に「宮廷の歌手」という職業のことを指す場合もある。